# Írország a 2011-es úszó-világbajnokságon
Írország a 2011-es úszó-világbajnokságon hat úszóval vett részt.

## Hosszútávúszás
| Versenyző   | Esemény                             | Döntő     | Döntő    |
| Versenyző   | Esemény                             | Idő       | Helyezés |
| ----------- | ----------------------------------- | --------- | -------- |
| Chris Bryan | Férfi 5 kilométeres hosszútávúszás  | 56:28.0   | 8        |
| Chris Bryan | Férfi 10 kilométeres hosszútávúszás | 1:56:52.8 | 33       |

## Úszás
Férfi
| Versenyző    | Esemény                     | Selejtező | Selejtező | Elődöntő          | Elődöntő          | Döntő             | Döntő             |
| Versenyző    | Esemény                     | Idő       | Helyezés  | Idő               | Helyezés          | Idő               | Helyezés          |
| ------------ | --------------------------- | --------- | --------- | ----------------- | ----------------- | ----------------- | ----------------- |
| Barry Murphy | Férfi 50 méteres gyorsúszás | 22,96     | 35        | Nem jutott tovább | Nem jutott tovább | Nem jutott tovább | Nem jutott tovább |
| Barry Murphy | Férfi 50 méteres mellúszás  | 28,13     | 18        | Nem jutott tovább | Nem jutott tovább | Nem jutott tovább | Nem jutott tovább |
| Barry Murphy | Férfi 100 méteres mellúszás | 1:02,50   | 47        | Nem jutott tovább | Nem jutott tovább | Nem jutott tovább | Nem jutott tovább |

Női
| Versenyző                                                   | Esemény                        | Selejtező | Selejtező | Elődöntő          | Elődöntő          | Döntő               | Döntő               |
| Versenyző                                                   | Esemény                        | Idő       | Helyezés  | Idő               | Helyezés          | Idő                 | Helyezés            |
| ----------------------------------------------------------- | ------------------------------ | --------- | --------- | ----------------- | ----------------- | ------------------- | ------------------- |
| Melanie Nocher                                              | Női 200 méteres gyorsúszás     | 2:01,33   | 31        | Nem jutott tovább | Nem jutott tovább | Nem jutott tovább   | Nem jutott tovább   |
| Melanie Nocher                                              | Női 100 méteres hátúszás       | 1:03,43   | 37        | Nem jutott tovább | Nem jutott tovább | Nem jutott tovább   | Nem jutott tovább   |
| Melanie Nocher                                              | Női 200 méteres hátúszás       | 2:13,39   | 23        | Nem jutott tovább | Nem jutott tovább | Nem jutott tovább   | Nem jutott tovább   |
| Sycerika McMahon                                            | Női 400 méteres gyorsúszás     | 4:16,44   | 24        |                   |                   | Nem jutott tovább   | Nem jutott tovább   |
| Sycerika McMahon                                            | Női 50 méteres mellúszás       | 31,49     | 13 Q      | 31,83             | 13                | Nem jutott tovább   | Nem jutott tovább   |
| Sycerika McMahon                                            | Női 100 méteres mellúszás      | 1:09,91   | 27        | Nem jutott tovább | Nem jutott tovább | Nem jutott tovább   | Nem jutott tovább   |
| Grainne Murphy                                              | Női 800 méteres gyorsúszás     | 8:35,17   | 17        |                   |                   | Nem jutott tovább   | Nem jutott tovább   |
| Grainne Murphy                                              | Női 1500 méteres gyorsúszás    | 16:14,81  | 10        |                   |                   | Nem jutott tovább   | Nem jutott tovább   |
| Grainne Murphy                                              | Női 400 méteres vegyesúszás    | DNS       | DNS       |                   |                   | Nem jutott tovább   | Nem jutott tovább   |
| Sycerika McMahon Melanie Nocher Clare Dawson Grainne Murphy | Női 4 × 200 méteres gyorsváltó | 8:07,66   | 16        |                   |                   | Nem jutottak tovább | Nem jutottak tovább |